# Крон, Кэтлин Энн
Кэтлин Энн Крон (англ. Kathleen Ann Kron; род. 1956) — американский ботаник, профессор биологии в университете Уэйк Форест. Специалист по филогении и биогеографии растений порядка верескоцветные.

## Биография
Родилась в семье ботаника, специалиста по мохообразным, Рэймонда Холленсена. Получила степень бакалавра (1979) и магистра (1982) в Мичиганском университете. В 1987 защитила диссертацию на соискание степени Ph. D. во Флоридском университете. Тема диссертации связана с ревизией секции Pentanthera рода рододендрон, в работе было показано, что в природе встречаются гибриды и гибридные группы между видами рододендронов, но тем не менее считала, что естественная гибридизация в этой секции не имеет широкого распространения. 

## Научная деятельность
Занимается изучением структурной эволюции генома хлоропластов у микоризных и насекомоядных растений порядка Верескоцветные. Проводит таксономическую и флористическую ревизию семейства Ericaceae. В 1990 году, совместно Уолтером Джаддом, предложила рассматривать род Ledum как подрод рода Rhododendron, а не как отдельный род. Впервые для науки описала 17 таксонов растений, в том числе:
- Kalmia buxifolia (Bergius) Gift, Kron & P.F.Stevens
- Kalmia buxifolia (Bergius) Gift & Kron.
- Kalmia procumbens (L.) Gift, Kron & P.F.Stevens ex Galasso, Banfi & F.Conti.
- Kalmia procumbens (L.) Gift, Kron & P.F.Stevens.
- Kalmia procumbens (L.) Gift & Kron.
- Rhododendron eastmanii Kron & Creel.
- Rhododendron groenlandicum (Oeder) Kron & Judd.

### Таксоны, названные в честь Крон
В честь Крон назван вид Rhododendron kroniae  Craven, syn. Menziesia purpurea Maxim.

## Публикации
- Schuster T. M.,  Reveal J. L., Bayly M. J. & Kron, K. A. An updated molecular phylogeny of Polygonoideae (Polygonaceae): Relationships of Oxygonum, Pteroxygonum, and Rumex, and a new circumscription of Koenigia// Taxon. — 2015. — Vol, 64. — № 6. — P. 1188-120

- Gillespie E. L., Kron K.A.  Molecular phylogenetic relationships and morphological evolution within the tribe Phyllodoceae (Ericoideae, Ericaceae) // Systematic Botany. — 2013.  — Vol. 38 — P.752-763.
- Schuster T.M., Setaro S.D.,  Kron K.A. Age estimates for the buckwheat family Polygonaceae based on sequence data calibrated by fossils and with a focus on the amphi-Pacific Muehlenbeckia // PlosOne.  —2013.  — 8:e61261-e61267.
- Schuster T.M., Reveal J.L., Kron K. A. Phylogeny of Polygoneae (Polygonaceae: Polygonoideae) // Taxon. — 2011. — Vol. 60. — P. 1653–1666.